# Siberakun
Siberakun is een bestuurslaag in het regentschap Kuantan Singingi van de provincie Riau, Indonesië. Siberakun telt 880 inwoners (volkstelling 2010).